# Iglesia de San Esteban (Gauna)
La iglesia de San Esteban es un edificio situado en el concejo español de Gauna, en la provincia de Álava.

## Descripción
El edificio se encuentra en el concejo español de Gauna, del municipio de Iruraiz-Gauna, perteneciente a la provincia de Álava, en la comunidad autónoma del País Vasco. Se menciona como iglesia parroquial del lugar en el octavo volumen del Diccionario geográfico-estadístico-histórico de España y sus posesiones de Ultramar de Pascual Madoz, donde aparece descrita con las siguientes palabras: «igl. parr. (San Esteban), servida por dos beneficiados perpetuos, uno de ellos con titulo de cura, y por un sacristan; cementerio contiguo á la misma». En el tomo de la Geografía general del País Vasco-Navarro dedicado a Álava y escrito por Vicente Vera y López, se dice lo siguiente: «La parroquia, dedicada á San Esteban, es de categoría rural de primera clase y pertenece al arciprestazgo de Alegría».